# Tinguiririca
Tinguiririca je neaktivní stratovulkán nacházející se v centrální části Chile, nedaleko argentinské hranice. Sopka leží na starším, značně erodovaném stratovulkánu z pleistocénu. Vznikla ve třech hlavních erupčných fázích. Jediná doložená erupce byla zaznamenána v roce 1917, v současnosti jsou na západním úbočí aktivní fumaroly a horké prameny.